# Roquefort-la-Bédoule
Roquefort-la-Bédoule är en kommun i departementet Bouches-du-Rhône i regionen Provence-Alpes-Côte d'Azur i sydöstra Frankrike. Kommunen ligger  i kantonen Aubagne-Est som ligger i arrondissementet Marseille. År 2022 hade Roquefort-la-Bédoule 5 784 invånare.

## Befolkningsutveckling
Antalet invånare i kommunen Roquefort-la-Bédoule
Referens:INSEE